# Duktigt, Sune!
Duktigt, Sune! utkom första gången i september 1991 och är den sjätte boken i Suneserien. Boken är skriven av Anders Jacobsson och Sören Olsson..

## Bokomslaget
Bokomslaget visar Sune på framtidan.

## Handling
Sune tycker själv han är duktig på det mesta, som att vara en tjejtjusare eller reta sina syskon. Han bygger en koja med kompisen Isak, och hans lillebror Håkan uppfinner leken Sandstormen och pinnen. Familjen ger sig också av på solsemester och pappan Rudolf knuffas i poolen. Sune vill också vara händig, och försöker att bygga en egen cykel och för pengar sitter han barnvakt.
Det blir också en hälsokontroll hos doktorn, och Sunes flickvän Jennifer visar sig vara någon helt annan än vad Sune trott. När Sune hälsar på i sin gamla skolklass visar det sig att Rodney tagit över efter Sune som klassens tjejtjusare, och Sophie kastat bort äktenskapskontraktet. Och hans föräldrar börjar diskutera att återigen flytta.

## Ljudbok
Inläsningarna utgavs 1992 på två kassettband på Änglatroll under titeln "Sunes duktigheter". samt "Stora grabben Sune".
Bandet "Sunes duktigheter" innehåller berättelserna "Sunes tjetjusartrix", "I stallet", "Sune, Isak och lyxkojan" och "Sandlådan" på sida A samt berättelserna "Kossutflykten", "På semester" och "Sune och Sissel" "Sune och cykeln" på sida B. medan bandet "Stora grabben Sune" innehåller berättelserna "Stora grabben", "Kusin Algot", "Dödens brorsa", och "Hos doktorn" på sida A samt berättelserna "Den farliga leken", "Tågresan", "Äktenskapskontraktet" och "Hemlängtan" på sida B.

### Fotnoter
1. ↑  ”Duktigt, Sune!” (på engelska). Worldcat. 11 mars 1991. https://www.worldcat.org/title/duktigt-sune/oclc/186095544&referer=brief_results. Läst 29 mars 2015.
2. ↑  ”Sunes duktigheter”. Svensk mediedatabas. 11 mars 1992. http://smdb.kb.se/catalog/id/001521834. Läst 29 april 2015.
3. ↑  ”Stora grabben Sune”. Svensk mediedatabas. 11 mars 1992. http://smdb.kb.se/catalog/id/001521833. Läst 29 april 2015.
4. ↑  ”Sunes duktigheter” (på engelska). Discogs. 11 mars 1992. http://www.discogs.com/Anders-Jacobsson-och-S%C3%B6ren-Olsson-Sunes-Duktigheter/release/1909129. Läst 29 april 2015.
5. ↑  ”Sune gifter sig” (på engelska). Discogs. 11 mars 1992. http://www.discogs.com/Anders-Jacobsson-och-S%C3%B6ren-Olsson-Stora-Grabben-Sune/release/1909196. Läst 29 april 2015.